# Alois Ugarte (starší)
Alois hrabě Ugarte (15. prosince 1749 – 18. listopadu 1817 Štýrský Hradec) byl rakouský úředník a státník.

## Rodina

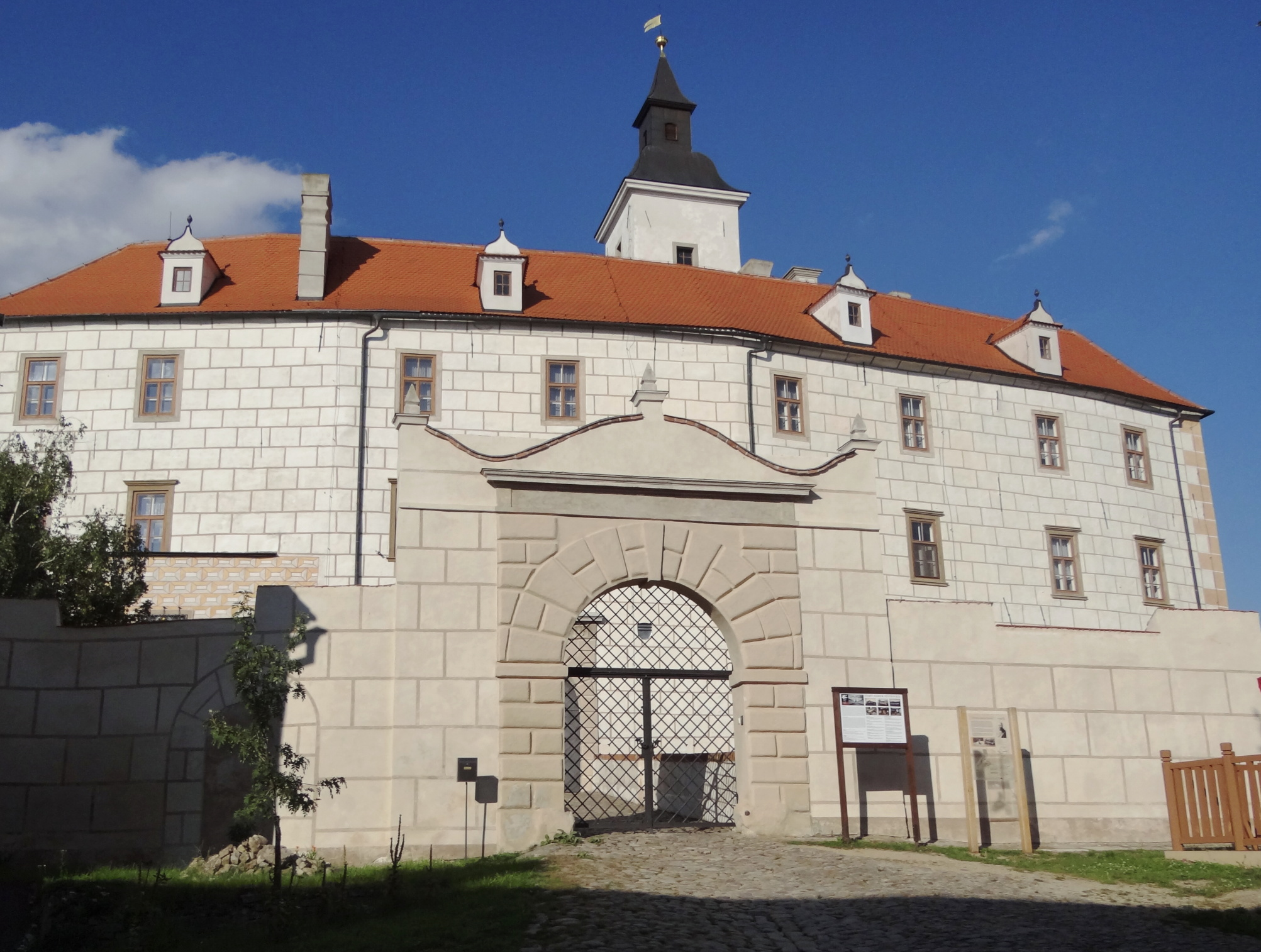
Majetek Ugartů - Starý zámek v Jevišovicích

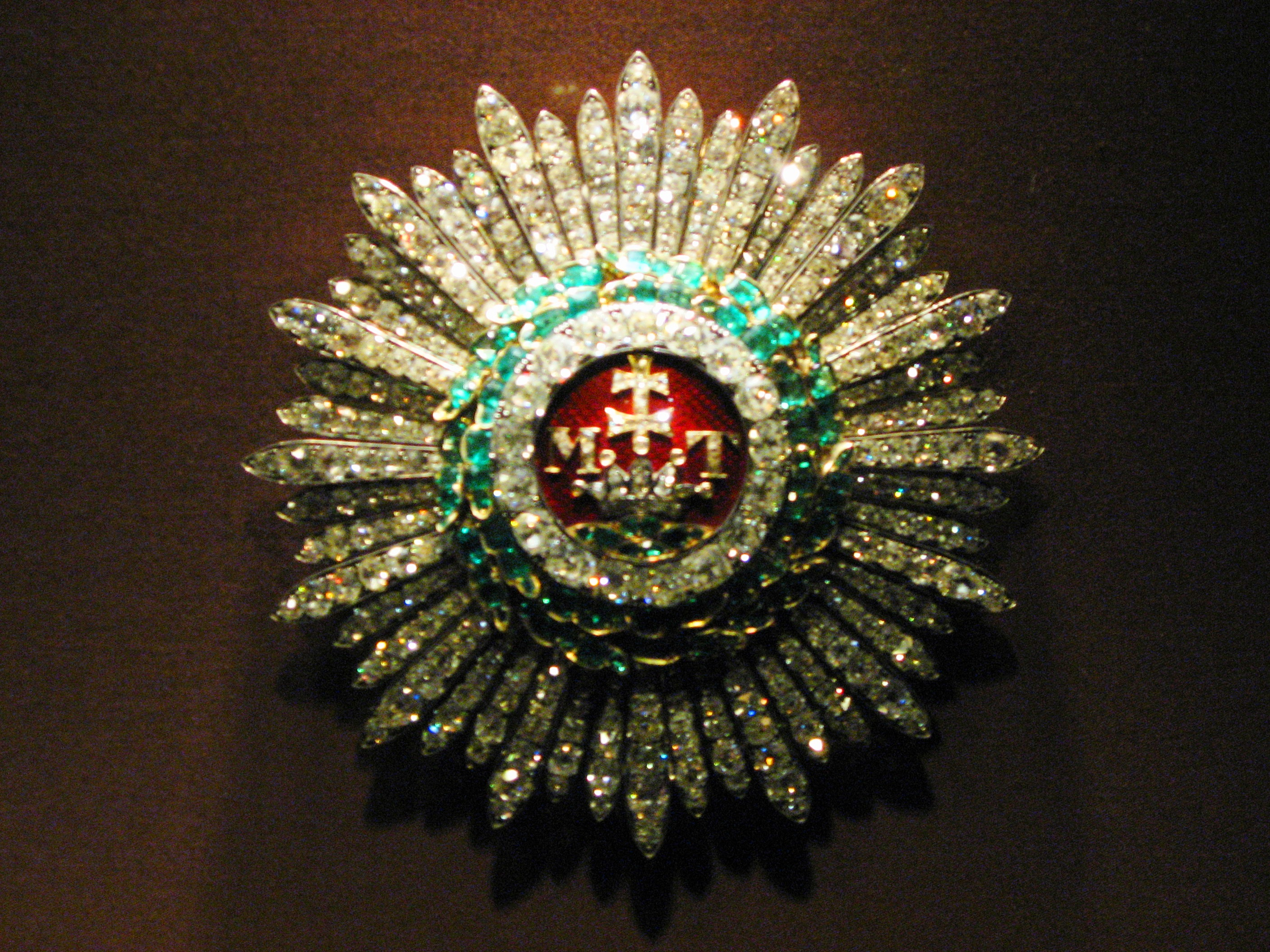
Velkokříž Královského uherského řádu svatého Štěpána získal v roce 1807

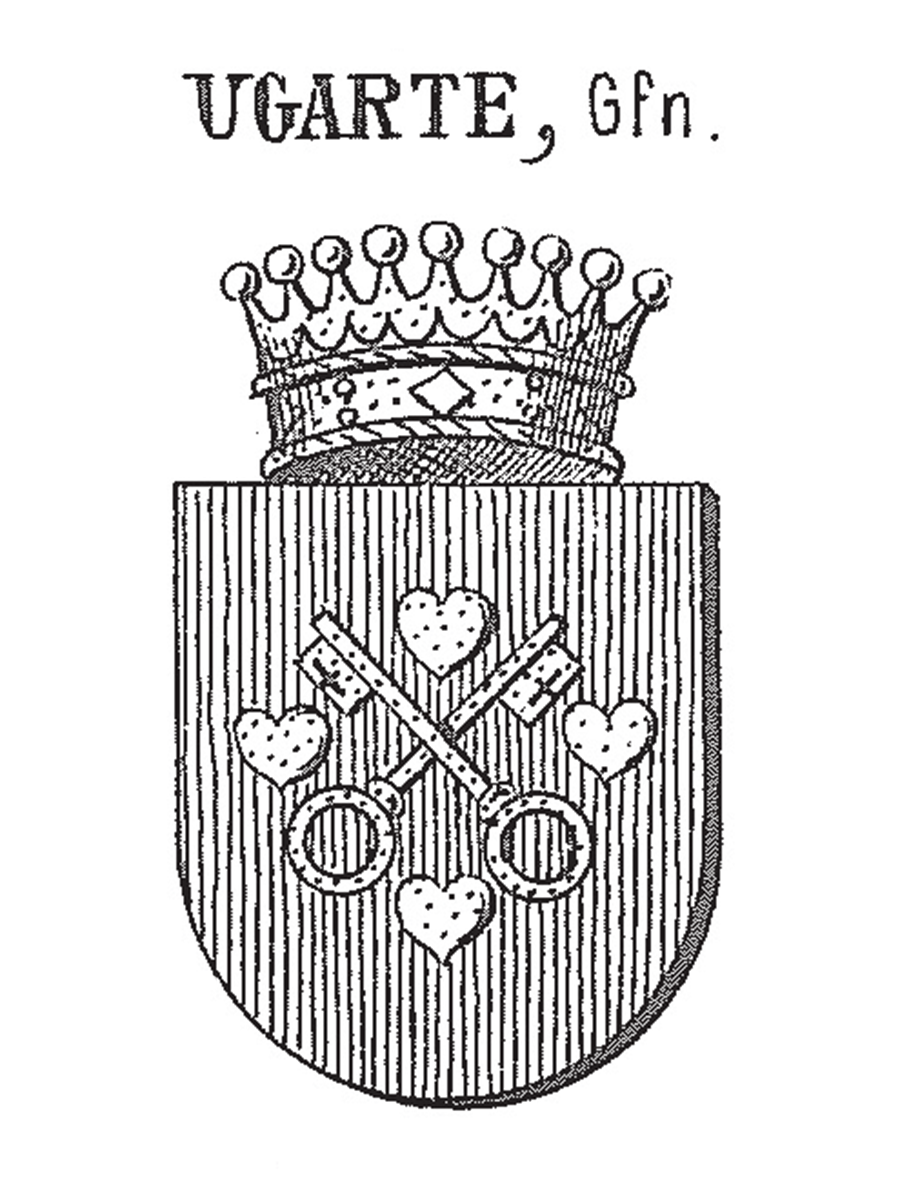
Erb hrabat Ugartů

Pocházel z původem baskického rodu Ugartů usazeného na Moravě od 17. století. Narodil se jako mladší syn hraběte Jana Nepomuka Ugarteho, předsedy dolnorakouského zemského soudu a ředitele dvorského divadla ve Vídni, a jeho manželky hraběnky Marie Vilemíny Rabutin de Souches, od jejíž rodiny koupili Ugartové panství Jevišovice. Ze synů jeho staršího bratra Jana Nepomuka se Alois stal také nejvyšším českým a prvním rakouským kancléřem, Maxmilián spravoval rodinné statky a Clemens nastoupil vojenskou dráhu. Kromě bratra měl i dvě sestry - Marii Leopoldinu provdanou za hraběte Prokopa Klebelsberga a Marii Annu provdanou nejdříve za barona Jana Nepomuka Hausperského z Fanálu a poté za hraběte Jana Křtitele Mitrovského. Jeho synovcem tak byl i nejvyšší kancléř Antonín Bedřich Mitrovský.
Od 12. května 1777 byl ženatý s hraběnkou Marií Josefou Černínovou (21. prosince 1748 – 9. července 1811), dcerou Prokopa Vojtěcha Františka Černína (1726–1777) a jeho první manželky Marie Antonie z Colloreda (1728–1757). Manželství však zůstalo bezdětné. Univerzálním dědicem svých statků ustanovil svého tehdy ještě nezletilého prasynovce Josefa.

## Kariéra
Vystudoval tereziánskou rytířskou akademii a poté vstoupil do státních služeb. V roce 1769 se stal radou českého apelačního soudu, později byl viceprezidentem haličského gubernia. Na jeho počest byly volány německé kolonie v Haliči Ugartsthal a Ugartsberg. V roce 1786 se stal dvorním radou. 14. srpna 1787 byl jmenován moravskoslezským gubernátorem a tím i moravským zemským hejtmanem. Stal se také prezidentem brněnského apelačního soudu. U příležitosti pražské korunovace Leopolda II. byl jmenován tajným radou. Po patnácti letech v úřadu ho při reorganizaci nejvyšší rakouské správy roku 1802 jmenoval František I. nejvyšším kancléřem. V letech 1805 a 1811 zastával při volbě olomouckého arcibiskupa funkci dvorského komisaře. V roce 1813 byl jako nejvyšší český a první rakouský kancléř jmenován státním a konferenčním ministrem pro vnitřní záležitosti, v letech 1813–1814 byl také krátce ministrem financí.
Jako protektor moravskoslezské hospodářské společnosti se zasloužil zejména o rozvoj chovu ovcí na svém statku Jevišovice, stejně jako na poručenských statcích Kravsko, Přímětice a Rosice. Na statku Kravska zavedl také chov tyrolského skotu.
Za své služby během napoleonských válek obdržel roku 1807 velkokříž řádu svatého Štěpána. Získal také zlatý Občanský čestný kříž. Několik dní před smrtí byl také vyznamenán Řádem zlatého rouna. Byla po něm pojmenována osada Ugartov, dnes součást Králova Pole v Brně.